# José María Micó
José María Micó (Barcelona, 1961) és un poeta i traductor català, especialitzat en els clàssics dels Segles d'Or i el Renaixement italià.
Ha escrit nombrosos llibres d'assaig i poesia. És catedràtic de Literatura a la Universitat Pompeu Fabra. Va traduir una obra d'Ausiàs March al castellà: Páginas del cancionero. Ha rebut el Premi Nacional de Traducció per la traducció d'Orlando Furioso al castellà. L'any 2018 va publicar-se la seva traducció de la Comèdia de Dant.
La seva tasca de traducció i els seus interessos literaris es plasmen en la seva col·lecció bibliogràfica, part de la qual, uns 12.000 volums, en va fer donació l'any 2007 a la Biblioteca de la Universitat Pompeu Fabra. La col·lecció està composta per llibres de teoria i d'història de la creació literària, així com per obres de creació de les principals literatures romàniques, en especial la literatura castellana. També destaca la literatura italiana, en especial els facsímils de la Divina Comèdia de Dante Alighiere.